# West-Thürings voetbalkampioenschap 1913/14
In 1913/14 werd het vierde voetbalkampioenschap van West-Thüringen gespeeld, dat georganiseerd werd door de Midden-Duitse voetbalbond. 
SC Meiningen werd kampioen en plaatste zich voor de Midden-Duitse eindronde, waar de club met 9-1 verloor van Coburger FC. 

## 1. Klasse
| Plaats | Club                               | Wed.           | W              | G              | V              | Saldo          | Ptn.           |
| ------ | ---------------------------------- | -------------- | -------------- | -------------- | -------------- | -------------- | -------------- |
| 1.     | SC Meiningen 1904                  | 6              | 4              | 0              | 2              | 17:11          | 08:04          |
| 2.     | FC 1905 Zella                      | 6              | 4              | 0              | 2              | 16:07          | 08:04          |
| 3.     | Club Heiterkeit der Sp.Abt. Mehlis | 6              | 4              | 0              | 2              | 07:11          | 08:04          |
| 4.     | FC Germania Mehlis                 | 6              | 0              | 0              | 6              | 01:12          | 00:12          |
| 5.     | FC Preußen Suhl                    | Teruggetrokken | Teruggetrokken | Teruggetrokken | Teruggetrokken | Teruggetrokken | Teruggetrokken |

- FC Preußen Suhl trok zich na één, verloren, wedstrijd terug. De uitslag werd geannuleerd.

|  | Play-off titel |

Play-off 1
|                  |                                    |       |               |  |
| 16 november 1913 | Club Heiterkeit der Sp.Abt. Mehlis | 1 – 4 | FC 1905 Zella |  |
| 16 november 1913 |                                    |       |               |  |

Play-off 2
|                  |               |       |                   |  |
| 30 november 1913 | FC Zella 1905 | 2 – 3 | SC Meiningen 1904 |  |
| 30 november 1913 |               |       |                   |  |